# Allen Lard
Allen E. Lard  (Lexington, Kentucky, 6 août 1866 - 22 janvier 1946) est un golfeur américain. En 1904, il remporta une médaille de bronze en golf aux Jeux olympiques de St. Louis, dans la catégorie par équipe.